# Brugmansia sanguinea
El floripondio rojo (Brugmansia sanguinea) es una especie de planta medicinal del género Brugmansia de la familia Solanaceae. Se encuentra ampliamente distribuido en América del Sur. 

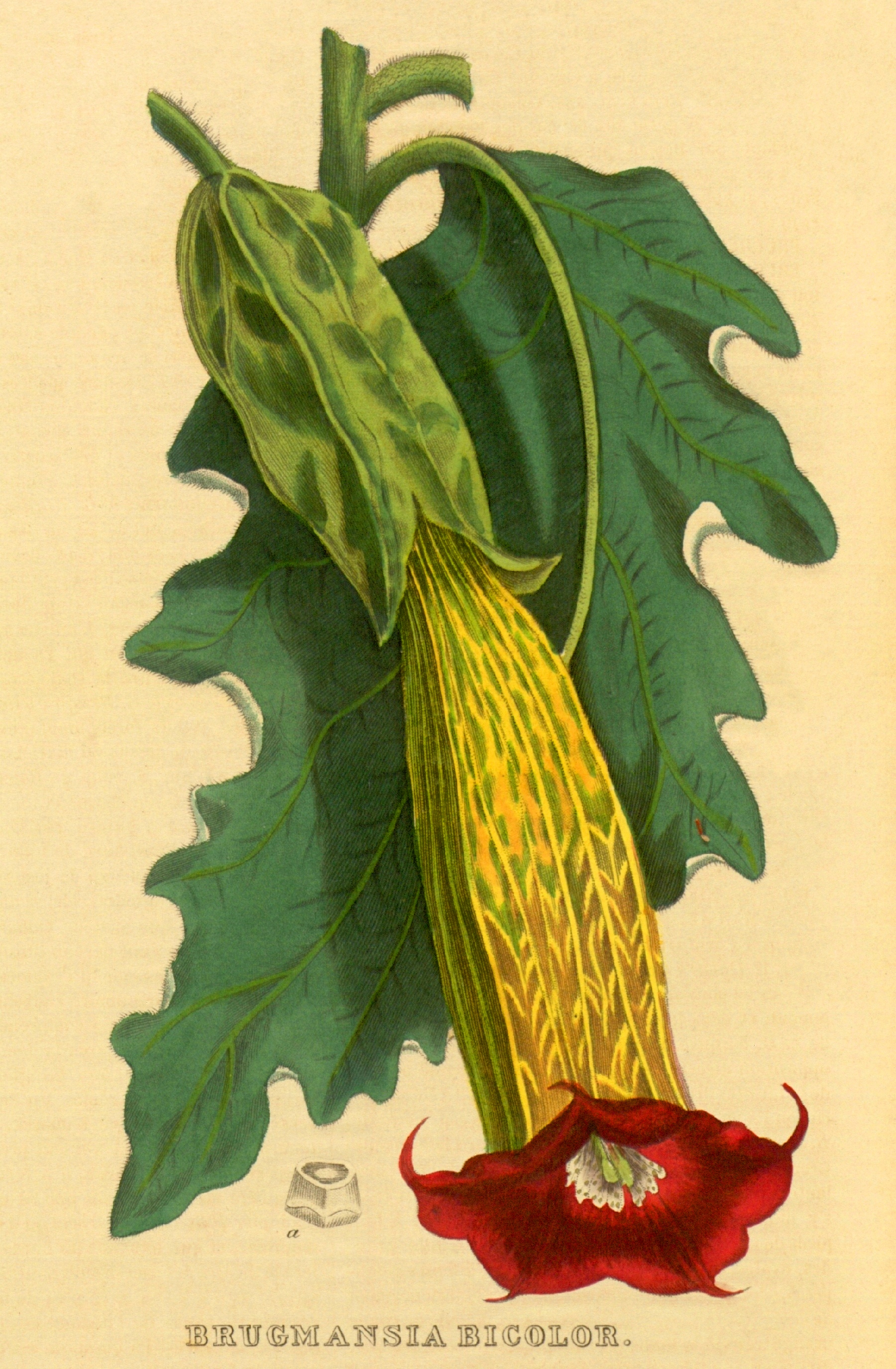
Ilustración

## Distribución y hábitat
Se cultiva en todo el altiplano andino, principalmente en zonas de elevada altitud (3.000 m s. n. m.). Las principales explotaciones comerciales de esta planta se sitúan en Colombia, Ecuador y Perú. Se reproduce por micropropagación in vitro de clones seleccionados.

## Historia
La producción anual ecuatoriana (1990), destinada a la extracción de escopolamina, se estimó en 400 toneladas de hojas desecadas.[cita requerida]

## Toxicidad
Como en el caso de Datura, todos los órganos aéreos de las especies correspondientes al género Brugmansia contienen sustancias cuyo consumo puede provocar problemas en la salud humana según el compendio publicado por la Autoridad Europea de Seguridad Alimentaria en 2012. En concreto contienen alcaloides tropánicos tales como la escopolamina y la hiosciamina, entre otros. Su ingestión, tanto en humanos como en otros animales, puede resultar fatal, y el simple contacto con los ojos puede producir midriasis (dilatación de las pupilas) o anisocoria (desigualdad en el tamaño pupilar).

## Propiedades
En Tlaxcala se ha empleado esta especie contra la disentería y el dolor de muelas o postemillas, y en Puebla, contra la tos y el insomnio.

## Taxonomía
Brugmansia sanguinea fue descrita por (Ruiz & Pav.) D.Don  y publicado en The British Flower Garden, . . . series 2 3: pl. 272. 1835.
Etimología
Brugmansia: nombre genérico otorgado en honor del botánico holandés Sebald Justinus Brugmans (1763–1819).
sanguinea: epíteto latíno que significa "sangriento"
Sinonimia
- Brugmansia aurea Harrison
- Brugmansia bicolor Pers.
- Brugmansia bicolor Lindl.
- Brugmansia chlorantha auct.
- Brugmansia lutea auct.
- Datura rosei Saff.
- Datura sanguinea Ruiz & Pav.
- Datura sanguinea var. flava Dunal
- Elisia mutabilis Milano

subsp. vulcanicola (A.S.Barclay) Govaerts
- Brugmansia vulcanicola (A.S.Barclay) R.E.Schult.
- Datura vulcanicola A.S.Barclay[7]

## Nombres comunes
- bovochevo, campanilla encarnada, floripondio encarnado.[8]